# Jean Picart Le Doux
Jean Picart Le Doux (* 31. Januar 1902 in Paris; † 7. Mai 1982 in Venedig) war ein französischer Künstler, der insbesondere in den Bereichen der Buchillustration und Gebrauchsgrafik sowie der Malerei und der Bildwirkerei tätig war.

## Leben
Jean Picart Le Doux war ein Sohn des Malers Charles Picart Le Doux (1881–1959). Nach seiner Studienzeit war er vornehmlich als Illustrator und Buchgestalter für Pariser Verlage aktiv. Seit den 1940er Jahren arbeitete er als Bildwirker mit Jean Lurçat und Marc Saint-Saëns zusammen an der Erneuerung der Wandteppichkunst von Aubusson. Mit ihnen gründete er die «Association des Peintres-Cartonniers de Tapisserie». 1952 wurde er erster Präsident der ebenfalls von ihm mitbegründeten Alliance Graphique Internationale.